# Lidia Oppo
Lidia Oppo (Cagliari, 11 ottobre 1988) è un'ex cestista italiana.

## Carriera
Guardia di 175 cm, ha giocato in Serie A1 con Cagliari.